# Tarouca
Tarouca ist eine Stadt (Cidade) und ein Kreis (Concelho) in Portugal mit 7363 Einwohnern auf einer Fläche von 100,1 km².(Stand 19. April 2021)

## Geschichte
Die erste dokumentierte Erwähnung stammt aus dem 6. Jahrhundert n. Chr. Das heutige Tarouca gehörte zum Westgotenreich und war eine Gemeinde des Bistums Lamego. Der Ort hieß Castro de Rei und war Sitz eines Kreises. Im Zuge ihrer Landnahme ab 711 unterwarfen die Mauren auch Castro de Rei. Der heutige Ortsname stammt vermutlich aus dieser Zeit und entwickelte sich aus dem arabischen Wort taroca, etwa frequentiert oder häufig besucht. Lamego war zu der Zeit geschäftlich mit dem Emirat von Córdoba und dann dem Kalifat von Córdoba verbunden, und in dem Zusammenhang war auch das nahe Tarouca von Bedeutung, das bereits zu Zeiten der römischen Besatzung an zwei sich kreuzenden Römerstraßen lag und so bereits traditionell eine relative Bedeutung als Handelsort hatte.
König Ferdinand von León nahm Tarouca den Mauren im Jahr 1057 ab. Portugals erster König D.Afonso Henriques ließ hier ab 1140 mit dem Kloster São João de Tarouca das erste Zisterzienserkloster im Land errichten, dem das ab 1159 ausgebaute und 1168 den Zisterziensern übergebene Kloster Salzedas folgte, auf Initiative der Dona Teresa Afonso, Gattin des D.Afonso Henriques-Lehrers Egas Moniz. Erste Stadtrechte erhielt die Kreisstadt Tarouca 1262, noch als Castro Rei. Ab 1364 wurde der Ort dann bereits als Tarouca geführt.
1896 wurde der eigenständige Kreis Tarouca kurzzeitig aufgelöst und 1898 bereits wieder hergestellt, nun in seiner heutigen Zusammensetzung. Das bisher als Kleinstadt (Vila) geführte Tarouca wurde 2004 zur Stadt (Cidade) erhoben.

## Bauwerke
- Kloster Tarouca
- Kloster Salzedas

## Verwaltung

### Kreis
Tarouca ist Sitz eines gleichnamigen Kreises (Concelho). Die Nachbarkreise sind (im Uhrzeigersinn im Norden beginnend): Armamar, Moimenta da Beira, Vila Nova de Paiva, Castro Daire sowie Lamego.
Mit der Gebietsreform im September 2013 wurden mehrere Gemeinden zu neuen Gemeinden zusammengefasst, sodass sich die Zahl der Gemeinden von zuvor zehn auf sieben verringerte.
Die folgenden Gemeinden (Freguesias) liegen im Kreis Tarouca:

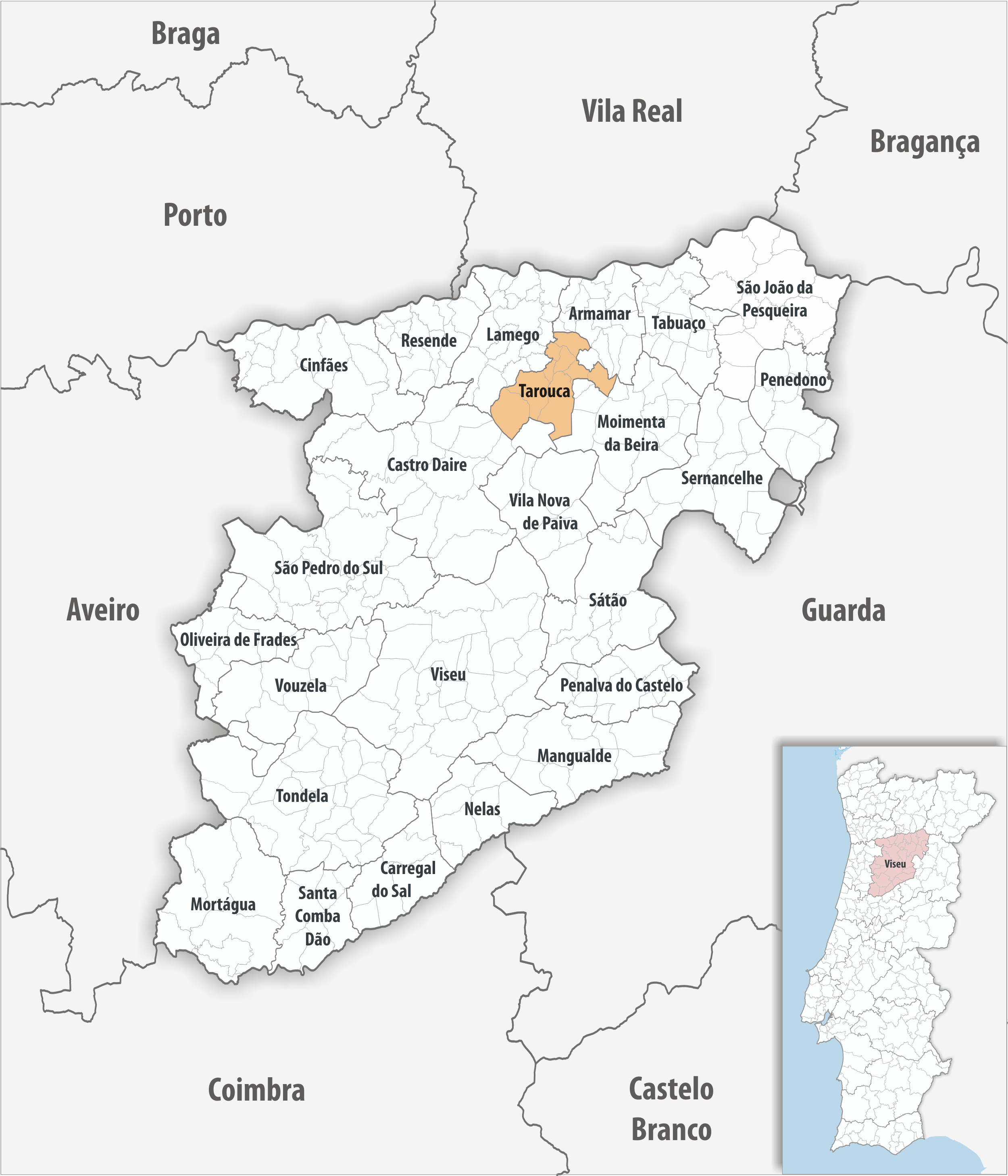
Kreis Tarouca

| Gemeinde                        | Einwohner (2021) | Fläche km² | Dichte Einw./km² | LAU- Code |
| ------------------------------- | ---------------- | ---------- | ---------------- | --------- |
| Gouviães e Ucanha               | 698              | 8,94       | 78               | 182011    |
| Granja Nova e Vila Chã da Beira | 429              | 13,54      | 32               | 182012    |
| Mondim da Beira                 | 585              | 7,08       | 83               | 182004    |
| Salzedas                        | 651              | 8,84       | 74               | 182005    |
| São João de Tarouca             | 460              | 18,59      | 25               | 182006    |
| Tarouca e Dálvares              | 4.333            | 21,92      | 198              | 182013    |
| Várzea da Serra                 | 207              | 21,19      | 10               | 182009    |
| Kreis Tarouca                   | 7.363            | 100,10     | 74               | 1820      |

### Bevölkerungsentwicklung
| Einwohnerzahl im Kreis Tarouca (1801–2011) | Einwohnerzahl im Kreis Tarouca (1801–2011) | Einwohnerzahl im Kreis Tarouca (1801–2011) | Einwohnerzahl im Kreis Tarouca (1801–2011) | Einwohnerzahl im Kreis Tarouca (1801–2011) | Einwohnerzahl im Kreis Tarouca (1801–2011) | Einwohnerzahl im Kreis Tarouca (1801–2011) | Einwohnerzahl im Kreis Tarouca (1801–2011) | Einwohnerzahl im Kreis Tarouca (1801–2011) | Einwohnerzahl im Kreis Tarouca (1801–2011) |
| ------------------------------------------ | ------------------------------------------ | ------------------------------------------ | ------------------------------------------ | ------------------------------------------ | ------------------------------------------ | ------------------------------------------ | ------------------------------------------ | ------------------------------------------ | ------------------------------------------ |
| 1801                                       | 1849                                       | 1900                                       | 1930                                       | 1960                                       | 1981                                       | 1991                                       | 2001                                       | 2011                                       |                                            |
| 3.440                                      | 5.163                                      | 10.254                                     | 10.388                                     | 10.845                                     | 9.368                                      | 9.579                                      | 8.308                                      | 8.048                                      |                                            |

Vor allem seit den 1960er Jahren erlebte der Kreis bedeutende Auswanderungswellen. So leben schätzungsweise etwa 3000 Tarouca-stämmige Personen in der Schweiz und anderen europäischen Ländern.

### Kommunaler Feiertag
- 29. September

### Städtepartnerschaften
- Brasilien: Paraíso do Tocantins, Bundesstaat Tocantins
- Portugal: Alcobaça[9]

Daneben sind folgende Städtepartnerschaften in Anbahnung:
- Italien: Montemarciano
- Italien: Chiaravalle
- Spanien: Benaguasil, Provinz Valencia
- Frankreich: Quincy-sous-Sénart[10]

## Verkehr
Tarouca liegt an der Nationalstraße N226, etwa 10 km südöstlich von Lamego und dessen Anschluss an die Autobahn A24 entfernt.

## Söhne und Töchter der Stadt
- José Leite de Vasconcelos (1858–1941), Autor, Ethnograf, Philologe, Linguist und Archäologe
- Joaquim Bernardo Cardoso Botelho da Costa (1863–1926), Arzt, Autor, Militär und landwirt. Unternehmer, insbesondere in den afrikanischen Kolonien